# Мексиканская кряква
Мексиканская кряква (лат. Anas diazi) — настоящая утка из рода речных уток.

## Описание
Оба пола длиной 51-56 см и похожи на самку кряквы, но у них слегка более тёмное тело. Мексиканская кряква в основном коричневая, у неё синее зеркало, окаймленное белым, открывающееся в полёте или в покое. У самца жёлтый клюв, более яркий, чем у самки.

## Распространение
Гнездится в Мексике и на юге США. Большая часть популяции постоянные жители, но некоторые северные птицы совершают перелеты зимой на юг Мексики.

## Места обитания и питание
Эта птица по большей части заболоченных местностей, включающих озера и реки, питается обычно, добывая на поверхности воды растительную пищу или щипля траву.

## Размножение
Гнездится обычно на берегах рек, не всегда исключительно возле воды.

## Голос
Самец издает носовой крик, в то время как самка очень знакомое кряканье, обычное для всех уток.

## Таксономия
Этот вид был прежде — и все ещё рассматривается — подвидом кряквы, как Anas platyrhynchos diazi (AOU 1983). Это может быть не правильно, но все же данные сравнительного анализа mtDNA — принимая во внимание число скрещиваний — указывают на то, что это юго-западная разновидность американской чёрной кряквы и в недавнем прошлом эти виды имели общую родословную (McCracken et al. 2001).
Включение мексиканской кряквы в вид кряква является последствием обычной практики большей части середины XX века, когда все кряквы Северной Америки, также как гавайская и лайсанская кряквы, включались в вид кряква, как её подвиды. Это базировалось на условии, что скрещивание, производя плодовитое потомство, является показателем нехватки видообразования.
Скорее всего, эти птицы показывают недавнюю адаптивную радиацию, которая ещё не установила твёрдых барьеров против изменения генов на молекулярном уровне; половой отбор определил среду обитания и окраску оперения крякв, и это в природных условиях препятствовало сильному селективному давлению в направлении генетической несовместимости.

## Угрозы
Хотя это вид не вызывает беспокойства, мексиканская кряква подвергается медленному снижению численности из-за разрушения среды обитания и чрезмерной охоты. Гибриды с кряквой, лучше адаптировались к среде обитания, измененной в результате человеческой деятельности, и таким образом распространяются по области распространения. Вызывает беспокойство то, что комбинация этих факторов может в конечном счете привести к исчезновению мексиканской кряквы, как отдельному распознаваемому таксонометрическому объекту (Rhymer & Simberloff 1996, McCracken et al. 2001, Rhymer 2006), но справедливые ограничения, такие как сохранение заболоченных мест и ограниченная охота на селезней крякв предотвратили бы это.